# Trận Bình Lệ Nguyên
Trận Bình Lệ Nguyên là một trận đánh lớn giữa đội quân xâm lược của Đế quốc Mông Cổ do Ngột Lương Hợp Thai chỉ huy, đánh bại đội quân Nhà Trần của vua Trần Thái Tông trên khu vực Bình Lệ Nguyên (nay thuộc huyện Bình Xuyên tỉnh Vĩnh Phúc). Tuy nhiên quân Mông Cổ đã thất bại trong mục tiêu bắt sống vua Trần và tiêu diệt chủ lực quân Trần.